# Алешд
Алешд (рум. Aleșd) — місто у повіті Біхор в Румунії. Адміністративно місту підпорядковані такі села (дані про населення за 2002 рік):
- Педуря-Нягре (769 осіб)
- Пештіш (1454 особи)
- Тінеуд (805 осіб)

Місто розташоване на відстані 408 км на північний захід від Бухареста, 36 км на схід від Ораді, 96 км на захід від Клуж-Напоки.

## Населення
За даними перепису населення 2002 року у місті проживали 10 415 осіб.
Національний склад населення міста:
| Національність | Кількість осіб | Відсоток |
| -------------- | -------------- | -------- |
| румуни         | 6788           | 65,2%    |
| угорці         | 1987           | 19,1%    |
| цигани         | 953            | 9,2%     |
| словаки        | 645            | 6,2%     |
| німці          | 28             | 0,3%     |
| українці       | 3              | < 0,1%   |
| євреї          | 3              | < 0,1%   |
| греки          | 2              | < 0,1%   |
| турки          | 1              | < 0,1%   |
| болгари        | 1              | < 0,1%   |

Рідною мовою назвали:
| Мова       | Кількість осіб | Відсоток |
| ---------- | -------------- | -------- |
| румунська  | 6892           | 66,2%    |
| угорська   | 1969           | 18,9%    |
| циганська  | 949            | 9,1%     |
| словацька  | 586            | 5,6%     |
| німецька   | 8              | 0,1%     |
| грецька    | 2              | < 0,1%   |
| російська  | 1              | < 0,1%   |
| турецька   | 1              | < 0,1%   |
| італійська | 1              | < 0,1%   |

Склад населення міста за віросповіданням:
| Релігія                                       | Кількість осіб | Відсоток |
| --------------------------------------------- | -------------- | -------- |
| православні                                   | 5330           | 51,2%    |
| римо-католики                                 | 1948           | 18,7%    |
| реформати                                     | 1282           | 12,3%    |
| баптисти                                      | 887            | 8,5%     |
| п'ятдесятники                                 | 800            | 7,7%     |
| греко-католики                                | 108            | 1,0%     |
| не релігійні                                  | 21             | 0,2%     |
| унітарії                                      | 7              | 0,1%     |
| мусульмани                                    | 4              | < 0,1%   |
| лютерани (Синодально-пресвітеріанська церква) | 3              | < 0,1%   |
| адвентисти                                    | 2              | < 0,1%   |
| юдеї                                          | 2              | < 0,1%   |
| старообрядці                                  | 1              | < 0,1%   |
| не вказали релігію                            | 7              | 0,1%     |

## Зовнішні посилання
- Дані про місто Алешд на сайті Ghidul Primăriilor [Архівовано 15 травня 2012 у Wayback Machine.]